# 自贡市人民政府
自贡市人民政府是自贡市的国家行政管理机关。政府办公地址：自贡市丹桂大街443号。是自贡市人民代表大会的执行机关，对自贡市人民代表大会和四川省人民政府负责并报告工作，接受中国共产党自贡市委员会领导，每届任期五年，实行市长负责制。

## 政府领导
市长：曾洪扬

常务副市长：王猛

副市长：王磊、吴进学、龙腾鑫、鲜光鹏、陈张铭、黄劲、黄金盛

秘书长：杨斌

## 政府部门
自贡市政府办公室

自贡市发改委

市经信委

自贡市教育局

自贡市科技局

自贡市市公安局

自贡市司法局

自贡市财政局

自贡市人力资源局

自贡市国土资源局

自贡市交通局

自贡市农业局

自贡市林业局

自贡市商务局

自贡市文化局

自贡市生委

自贡市审计局

自贡市广电局

自贡市统计局

自贡市旅游局

自贡市外事办

自贡市城管局

市安监局

市接待办

自贡市政务服务中心

自贡市招商局

市档案局

市灯贸委

市供销社

市社保局

市市场中心

市公积金中心

市地税局

市工商局

市质监局

市药监局

海关自贡办事处

人行中心支行

市群工局

市监察局

市民政局

市劳动局

市规划建设局

市水务局

市卫生局

市环保局

市体育局

市粮食局

市国资委

市农工办

市人防办

市物价局

市畜牧局

市房管局

市防震减灾局

市就业局

市地志办

市政府法制办

市新闻办